# Cody Deaner
Pour les articles homonymes, voir Gray.
 (juillet 2021).
Christopher Gray (né le 7 mars 1982 à Port Bruce, Ontario, Canada) est un catcheur canadien. Il travaille actuellement à Total Nonstop Action Wrestling sous le nom de  Cody Deaner.

## Biographie

### Jeunesse
Christopher Gray est le deuxième enfant d'une fratrie qui en compte quatre. Il est fan de catch depuis l'enfance notamment d'Hulk Hogan. Au lycée, il pratique plusieurs sports. Après le lycée, il étudie l'anglais à l'université Wester Ontario pour devenir professeur.

### Circuit Indépendant (2000-...)
Alors qu'il a 16 ans, Christopher Gray cherche une école de catch à proximité de chez lui mais toutes lui demandent d'attendre d'avoir 18 ans. À 18 ans, il s'inscrit à l'école de catch de Derek Wilde à Niagara Falls.

### Total Nonstop Action Wrestling (2009)
Lors de No Surrender (2009), il perd contre ODB dans un Match mixte et ne remporte pas le vacant TNA Women's Knockout Championship.

### Retour à Impact Wrestling (2018-...)

#### Violent By Design (2020-...)
Lors de Rebellion (2021), lui, Joe Doering, Rhino et W. Morrissey battent Chris Sabin, Eddie Edwards, James Storm et Willie Mack.
Le 20 mai à Impact, VBD encaisse le Call your Shot de Rhino (qu'il détient depuis 2020)  lui permettant d'avoir un match de championnat n'importe quand, Rhino et Doering s'en servent pour affronter et battre FinJuice (Juice Robinson et David Finlay) et ainsi remporter les Impact World Tag Team Championship,. Le 3 juin à Impact, Eric Young a déclaré que les titres appartenaient au groupe collectivement, et en tant que leader, il déciderait qui les défendrait, ainsi Deaner et lui sont également reconnu comme champion en vertu de la Freebird Rule permettant à plus de deux catcheurs de défendre des titres par équipe,. 
Lors de Against All Odds (2021), lui et Rhino conservent les titres contre The Decay (Black Taurus et Crazzy Steve).
Lors de Slammiversary XIX, Doering et Rhino perdent les titres au profit de The Good Brothers (Doc Gallows et Karl Anderson) dans un Four-way Tag Team Match qui comprenaient également Rich Swann et Willie Mack ainsi que Fallah Bahh et No Way.
Lors de Sacrifice (2022), Eric Young et Joe Doering battent The Good Brothers et remportent les Impact World Tag Team Championship pour la deuxième fois avec Deaner également reconnu comme champion en vertu de la Freebird Rule. Lors de Under Siege (2022), ils perdent leur titres contre The Briscoe Brothers (Jay Briscoe et Mark Briscoe).

## Palmarès
- Battle Arts

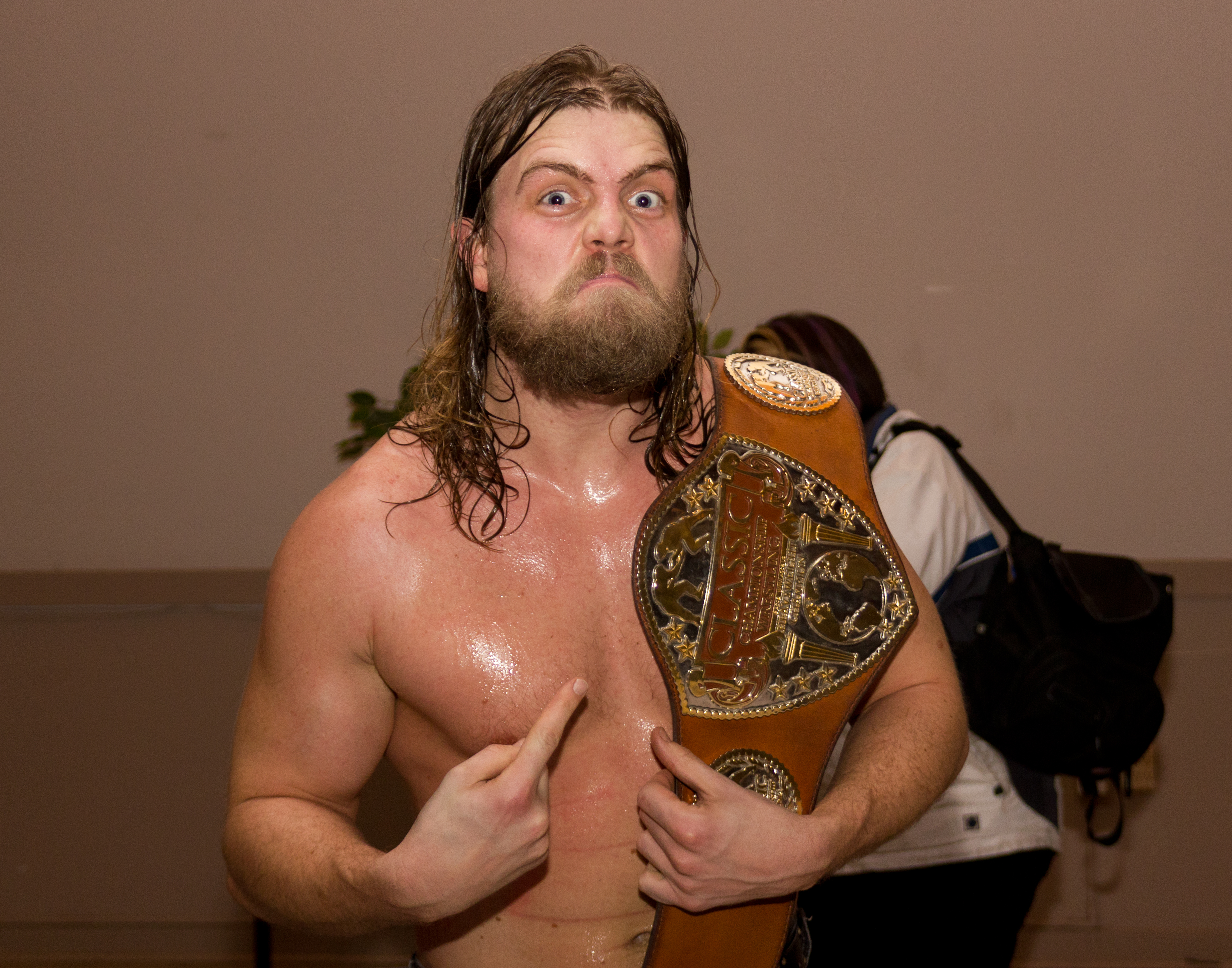
Deaner avec le Classic Championship Wrestling Heavyweight Championship

  - 1 fois Battle Arts Openweight Champion

- Border City Wrestling
  - 1 fois Interim BCW Heavyweight Champion
  - 2 fois BCW Can-Am Heavyweight Champion avec Cousin Jake (actuel)

- Classic Championship Wrestling
  - 1 fois CCW Heavyweight Champion

- Crossfire Wrestling
  - 1 fois CW Heavyweight Champion
  - 1 fois CW Tag Team Champion avec Cousin Jake

- Crossbody Pro Wrestling
  - 1 fois CBPW Tag Team Champion avec Jimbo Jones

- Great Canadian Wrestling
  - 2 fois GCW Ontario Independent Champion
  - 2 fois GCW Tag Team Champion avec Hayden Avery

- Impact Wrestling
  - 2 fois Impact World Tag Team Champion avec Eric Young, Joe Doering et Rhino (1), Eric Young et Joe Doering (1)

- Magnificent Championship Wrestling
  - 1 fois MCW Heavyweight Champion

- New Vision Pro Wrestling
  - 1 fois NVP Heavyweight Champion
  - NVP Heavyweight Championship Tournament (2007)

- Pro Wrestling Eclipse
  - 3 fois PWE Heavyweight Champion

- Pro Wrestling Xtreme
  - 1 fois PWX Pro Division Champion
  - 1 fois PWX X Division Champion
  - 1 fois PWX Xtreme Champion

- Pure Wrestling Association
  - 1 fois PWA Tag Team Champion avec Quinson Valentino

- Rock Solid Wrestling
  - 1 fois RSW Canadian Champion

- TWA Powerhouse
  - 1 fois TWA Champion
  - 1 fois TWA Tag Team Champion avec  Derek Wylde

- Pro Wrestling Battle/Eclipse Wrestling
  - 1 fois Heavyweight Champion

- Wrestling in Canada
  - 1 fois CVW Champion

## Récompenses des magazines
- Pro Wrestling Illustrated

| Année | 2005 | 2006 à 2007 | 2008 | 2009 | 2010 | 2011 | 2012 | 2013 | 2014 | 2015 | 2016 | 2017 | 2018 | 2019 | 2020 | 2021 | 2022 | 2023 |
| ----- | ---- | ----------- | ---- | ---- | ---- | ---- | ---- | ---- | ---- | ---- | ---- | ---- | ---- | ---- | ---- | ---- | ---- | ---- |
| Rang  | 401  | Non classé  | 427  | 168  | 204  | 267  | 205  | 288  | 265  | 268  | 208  | 340  | 346  | 363  | 284  | 345  | 328  | 203  |